# Cramont
Cramont is een gemeente in het Franse departement Somme (regio Hauts-de-France) en telt 262 inwoners (1999). De plaats maakt deel uit van het arrondissement Abbeville.

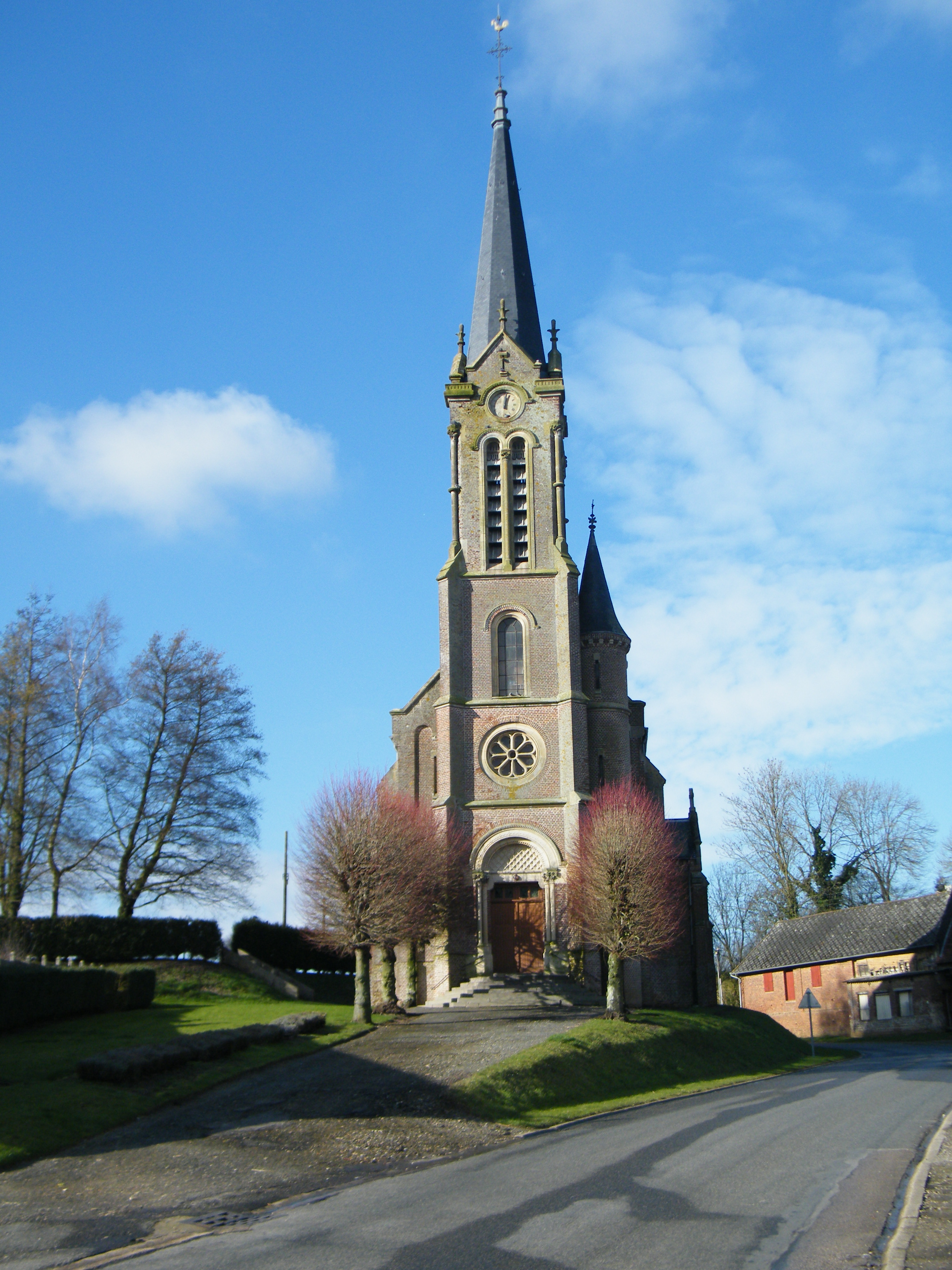
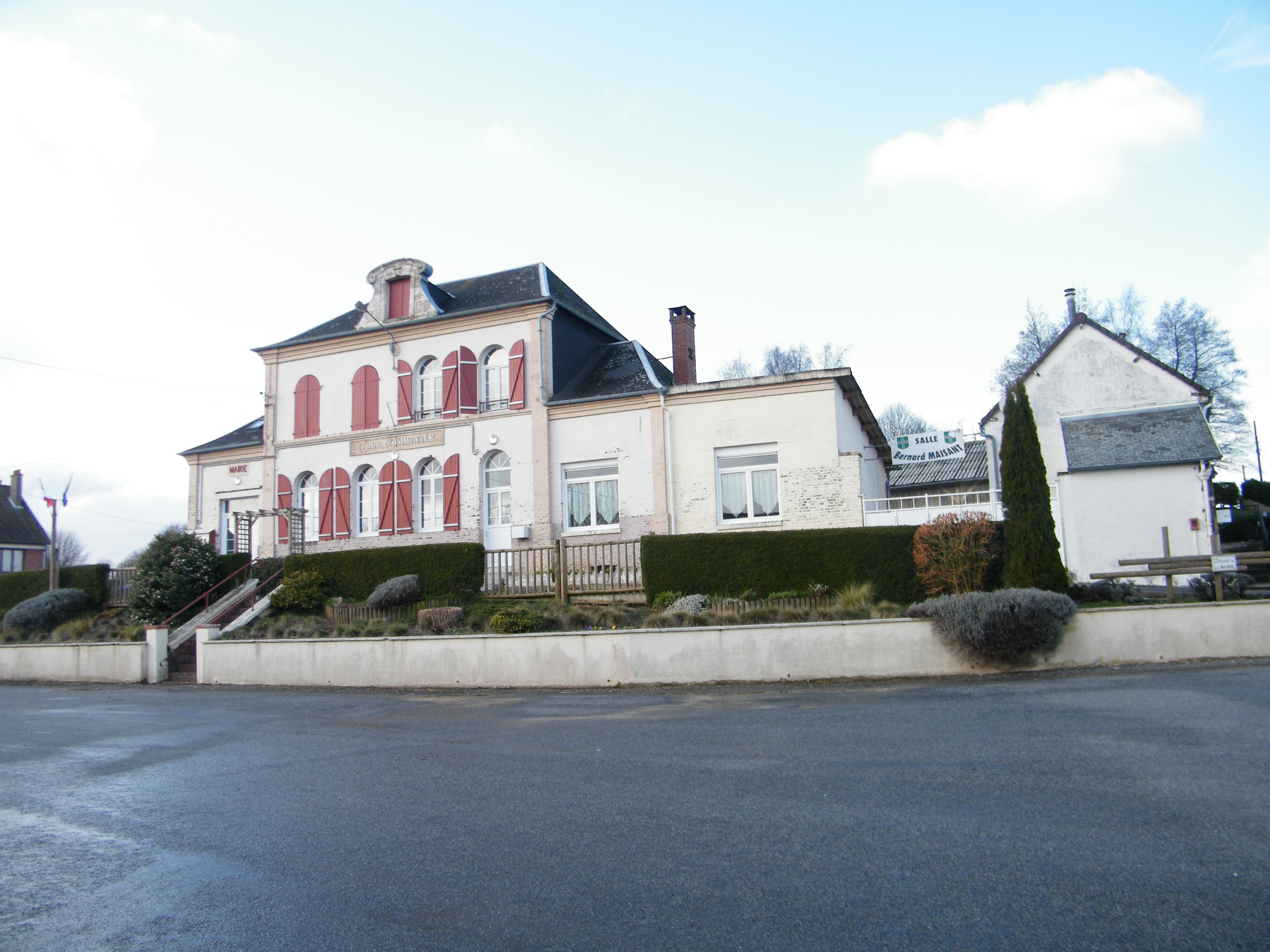

## Geografie
De oppervlakte van Cramont bedraagt 9,7 km², de bevolkingsdichtheid is 27,0 inwoners per km².
De onderstaande kaart toont de ligging van Cramont met de belangrijkste infrastructuur en aangrenzende gemeenten.

## Demografie
Onderstaande figuur toont het verloop van het inwonertal (bron: INSEE-tellingen).